# Yokohama F. Marinos
O Yokohama F. Marinos (em japonês:  横浜F・マリノス) é um clube de futebol profissional japonês com sede em Yokohama, província de Kanagawa, parte da grande metrópole de Tóquio. O clube joga na J-League, que é a primeira divisão do futebol do país.
Tendo conquistado o título da J-League 5 vezes e terminado em segundo lugar cinco vezes, é um dos clubes mais bem-sucedidos da J-League. A equipe está sediada em Yokohama e foi fundada como a equipe da Nissan Motors.
O nome da equipe, Marinos, significa "marinheiros" em espanhol.
O uniforme tradicional do clube é uma camisa azul, calção branco e meias vermelhas.
Os jogos em casa são disputados no Estádio Internacional de Yokohama, que tem capacidade para 72.327 lugares. Junto com o Kashima Antlers, eles são os únicos times fundadores da J-League que disputou todas as suas edições na primeira divisão. A área de influência do Yokohama F. Marinos inclui as cidades de Yokohama, Yokosuka e Yamato.

## História

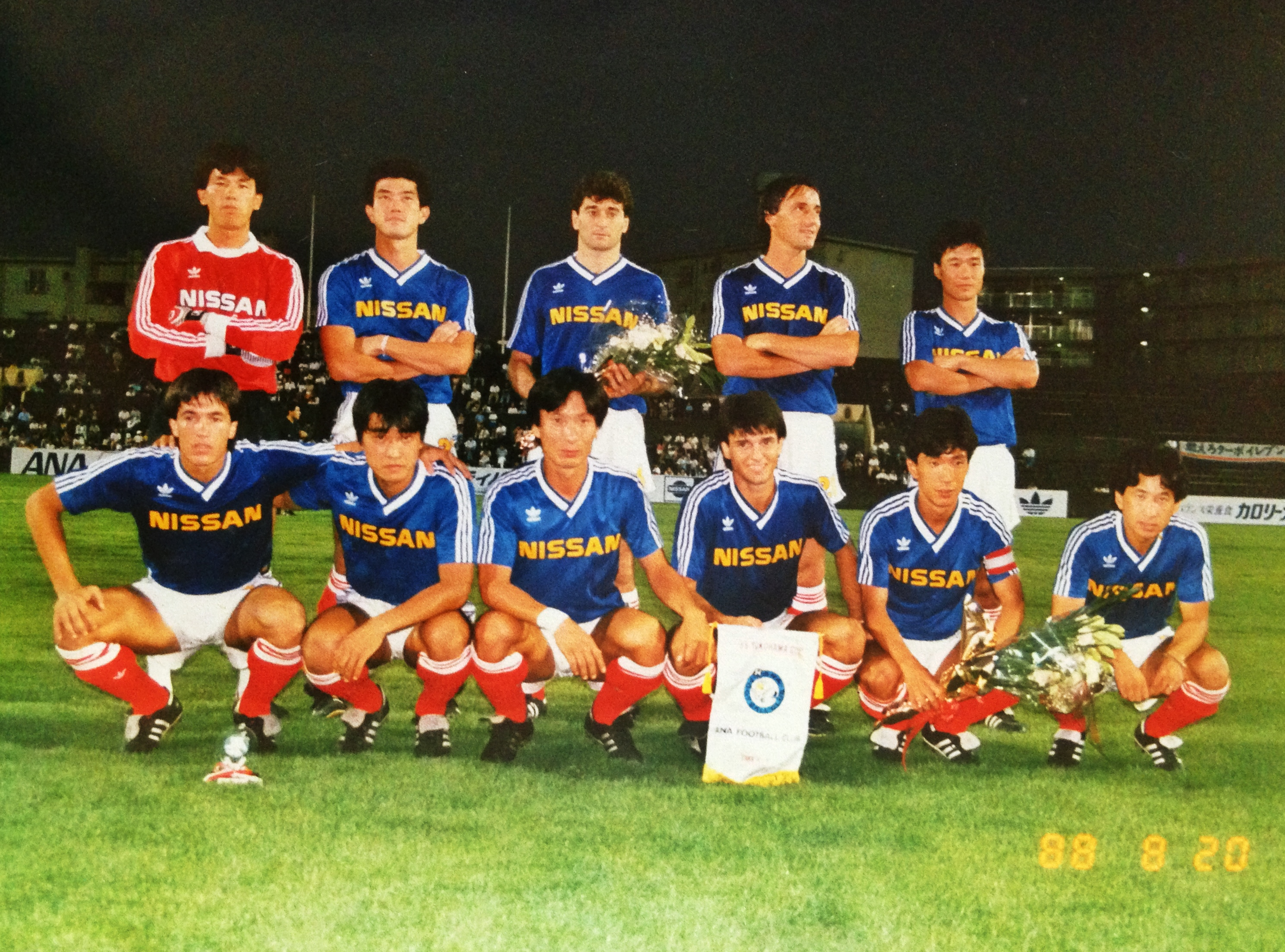
Nissan FC 1988/89

### Nissan FC

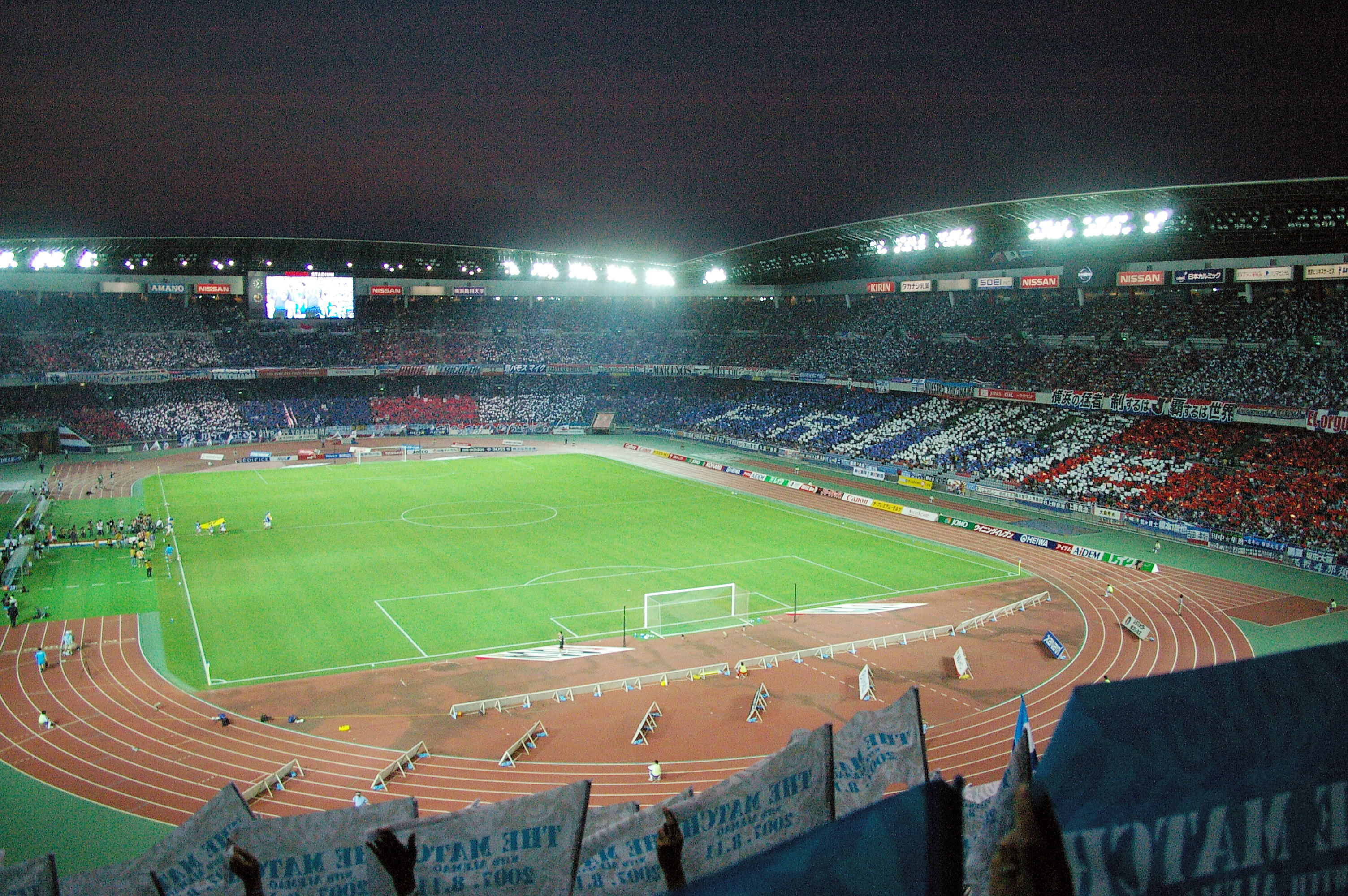
Nissan Stadium

Em 1972, a equipe começou como Nissan Motor Football Club, com sede em Yokohama, e foi promovida à Divisão 2 da Liga de Futebol do Japão em 1976. Eles tomaram as medidas necessárias, como construir um relacionamento amigável com escolas secundárias e universidades locais e iniciar times juniores.
E Sob o comando do técnico Shu Kamo, a equipe ganhou Japan Soccer League em 1988 e 1989, bem como a JSL Cup em 1988, 1989 e 1990 e a Copa do Imperador em 1983, 1985, 1988, 1989 e 1991, vencendo todos os três principais torneios no Japão naquela época. Ganhando tríplice coroa.
Com as lendas Takashi Mizunuma, Kazushi Kimura e Masami Ihara.

### Yokohama Marinos
No final da temporada 1991-92, na qual a equipe havia se consolidado internacionalmente com a vitória da Copa Asiática dos Campeões de Copa da AFC em 1991-1992, a Nissan Motors obteve registro na recém-formada J-League adquirir o status de clube profissional e mudar o nome para Yokohama Marinos. Nas primeiras temporadas como equipe profissional, o Yokohama Marinos confirmou os resultados dos anos anteriores ao vencer Copa do Imperador 1992 e pelo segundo ano consecutivo a Copa Asiática dos Campeões de Copa da AFC e obter seu primeiro título nacional em 1995 com destaque a lenda o Mr.Marinos Masami Ihara. e as partidas entre Yokohama Marinos e Verdy Kawasaki eram conhecidas como Derby Nacional.

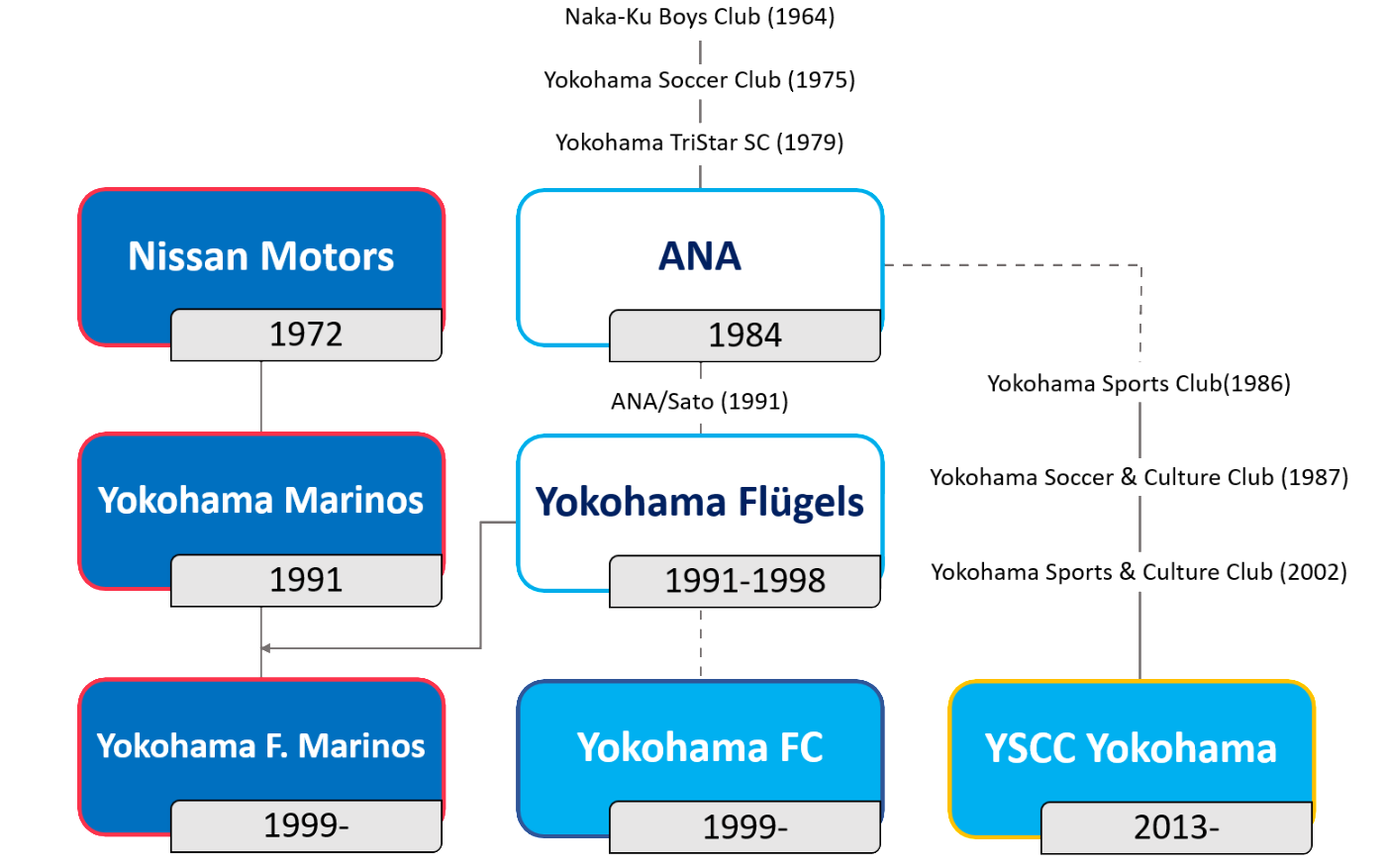
A linha do tempo dos times de Yokohama

### Yokohama F. Marinos
Em 1999, foi renomeado como Yokohama F. Marinos, após a fusão técnica e financeira com o Yokohama Flügels, que declarou falência e desde então, um "F" foi adicionado ao nome para representar a equipe extinta, e com isso muitos torcedores do Flügels rejeitaram a fusão, acreditando que seu clube foi dissolvido pelo Yokohama Marinos. Como resultado, eles se recusaram a seguir o Yokohama F. Marinos e, em vez disso, criaram o Yokohama FC, o novo rival da equipe na cidade.
Em 2000, o Marinos foi vice-campeão da J-League e Shunsuke Nakamura foi eleito o melhor jogador da temporada.
Em 2001, o Marinos foi campeão da Copa da Liga Japonesa.
Em 2003 e 2004, a equipe foi bicampeã da J-League, as estrelas do Yokohama F. Marinos foram os sul-coreano Ahn Jung-hwan e Yoo sang-chul, os japoneses Daisuke Oku e Tatsuhiko Kubo. Yuji Nakazawa foi melhor jogador do ano 2004. O técnico foi o japonês Takeshi Okada, que foi o melhor técnico da Liga Japonesa nos anos 2003 e 2004.
De 2005 a 2008, com Hayuma Tanaka, Hideo Oshima, Daisuke Sakata e Koji Yamase, o Yokohama Marinos não conseguiu nada, o máximo que chegou foi a semifinal da Copa do Imperador de 2008.
Em 2010, Shunsuke Nakamura retornou ao Yokohama F. Marinos.
Em 2011, Naoki Matsuda, no dia 4 de agosto, um ano após deixar o clube, desmaiou durante o treinamento devido a uma parada cardíaca e morreu com 34 anos. Como resultado, o número 3, foi aposentado.
Depois de duas derrotas em semifinais, em 2011 e 2012, o Marinos ganhou a Copa do Imperador de 2013, no Dia de Ano Novo de 2014, a primeira depois de 21 anos e ainda, em 2013, foi vice-campeão da J-League
Em 20 de maio de 2014, foi anunciado que o City Football Group, empresa do Manchester City, havia investido em uma participação minoritária no Yokohama F. Marinos, criando uma parceria com o clube de futebol e a montadora Nissan.

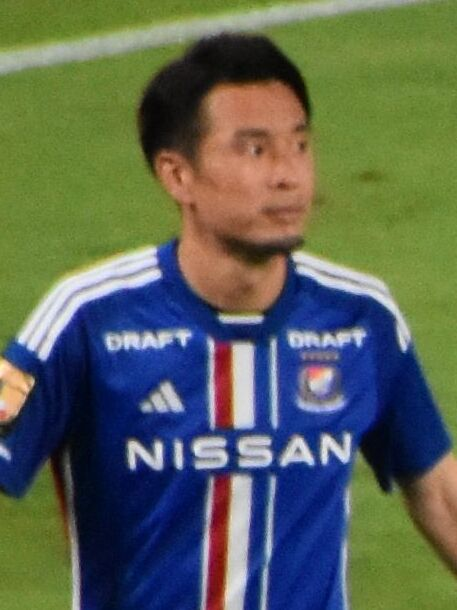
Kota Mizunuma

Depois de derrotas consecutivas, como a perda na final da Copa do Imperador 2017 e na final da Copa da Liga Japonesa 2018, a equipe consegue arrumar uma boa forma, graças à direção do técnico australiano Ange Postecoglou, que encerrou os 15 anos de seca, conquistando o título de campeão daJ-League 2019, com destaque para a participação de Teruhito Nakagawa, sendo o melhor jogador da temporada e artilheiro com 15 gols juntos com Marcos Júnior.
Em 2020, o Yokohama F. Marinos passou da fase de grupos pela primeira vez desde que a AFC Champions League mudou para o atual formato.
Em 2022, conquistou seu 5° título de campeão da J-League.
Em 2023, ganhou a Supercopa do Japão pela 1° vez na história, e também, foi vice-campeão da J-League.
Em 2024 foi vice-campeão da AFC Champions League.

## Música-Tema
A música tema oficial do clube é "We Are F. Marinos" da dupla japonesa Yuzu. A música foi lançada pela primeira vez em 2005, sendo usada em jogos até hoje, o mascote Marinos-kun fica dançando a música em um pedestal na pista de corrida do Nissan Stadium.

## Estádios

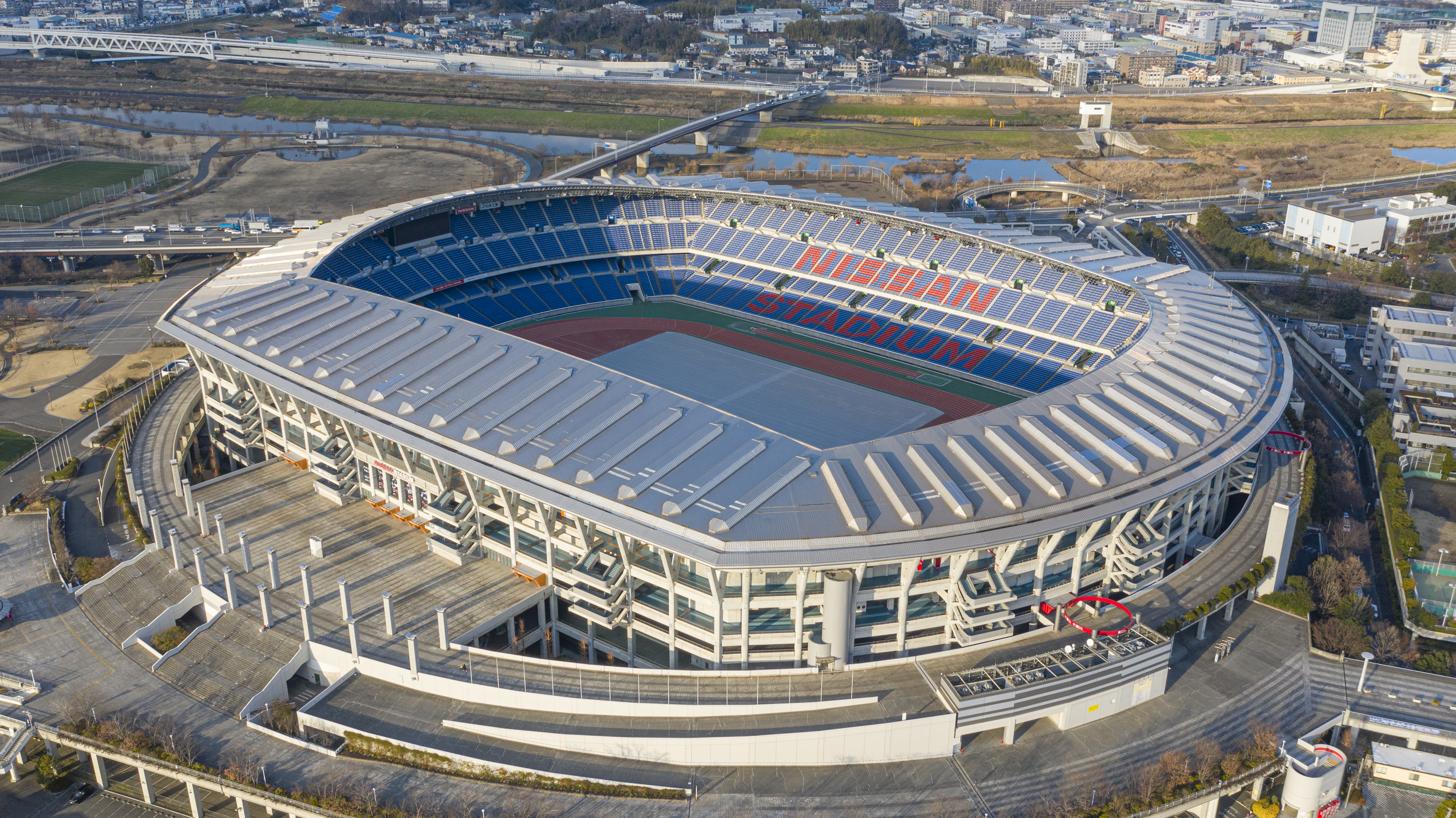
Estádio Internacional de Yokohama

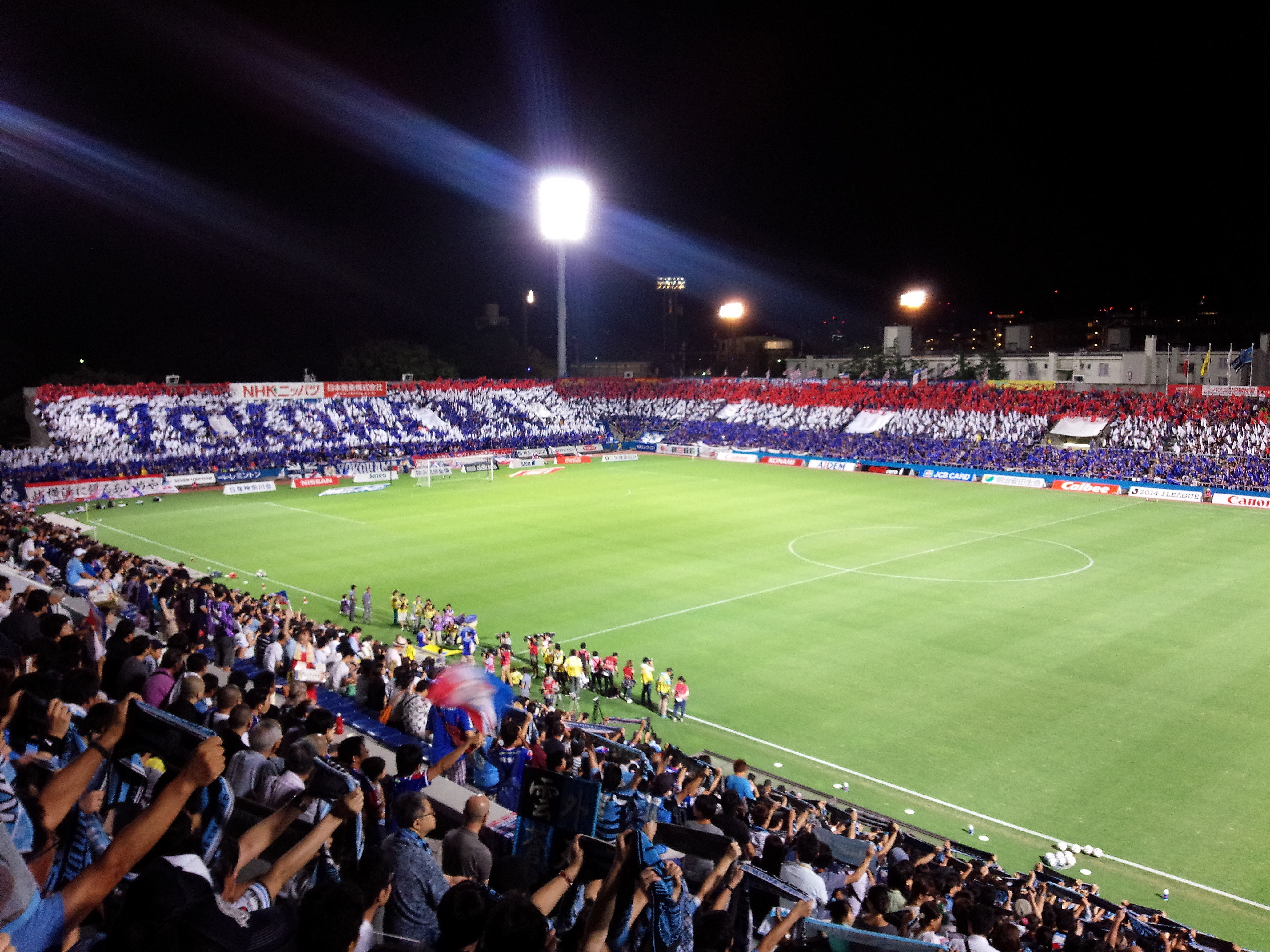
20140823 Yokohama F・Marinos

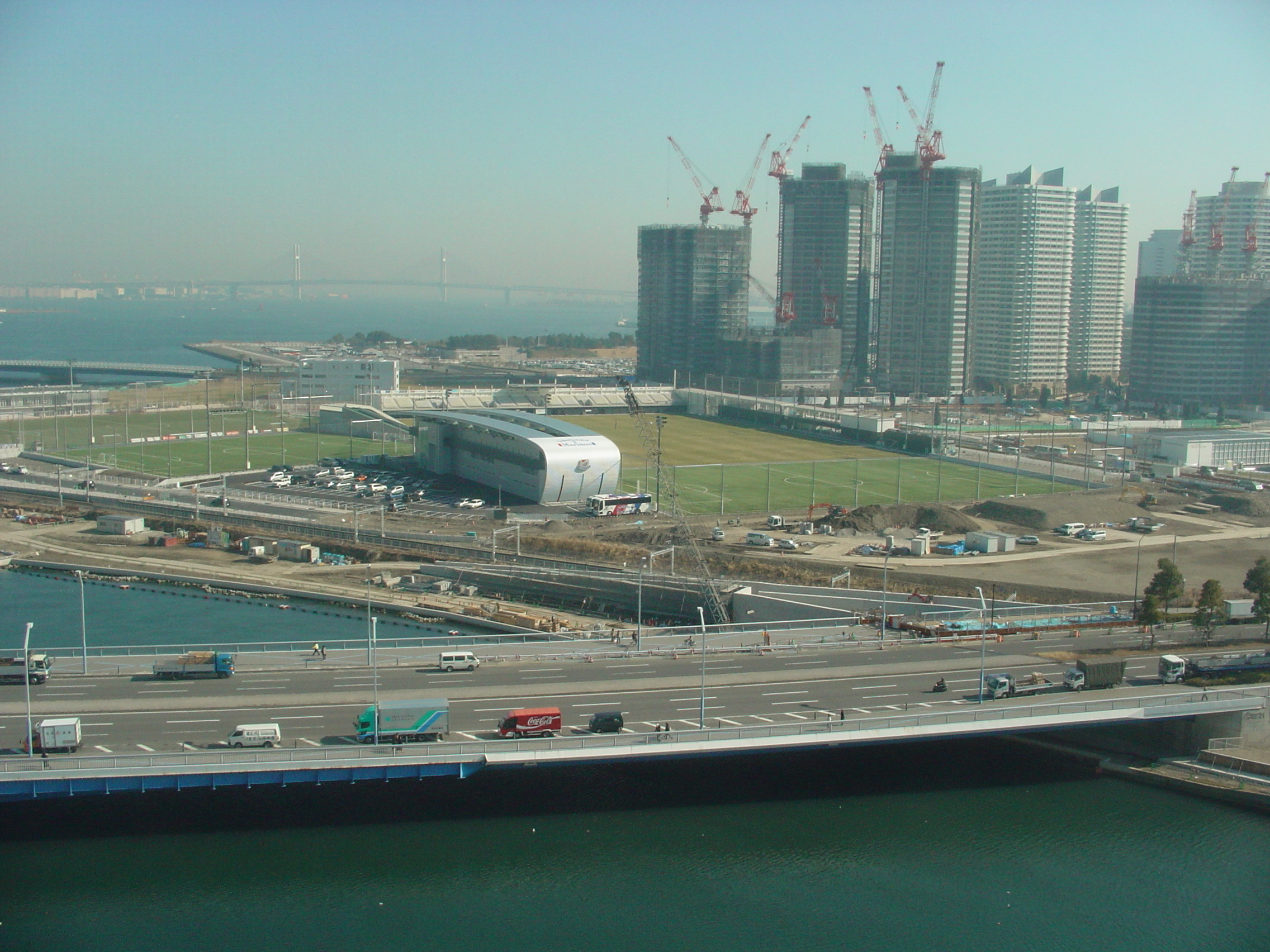
Marinos Town

Yokohama F. Marinos jogam em casa no Estádio Internacional de Yokohama inaugurado em 1998 e tem capacidade para 72.327 torcedores, e a partir do ano de 2005, o nome do estádio mudou para Nissan Stadium devido ao patrocínio da montadora de automóveis Nissan para somente os jogos nacionais, E nos jogos internacional usam o nome de Internacional Stadium Yokohama.
Estádio de Mitsuzawa o antigo estádio antes da construção do novo estádio é ocasionalmente usado em jogos menores, para a maioria de seus jogos no meio da semana e também jogos de fim de semana muito ocasionais.
O Estádio tem capacidade para 15.046 lugares.
 Centro de treinamento
O Marinos treinava no centro de treinamento de Totsuka, mais em 2004 com a construção de Marinos Town localizada na área de Minato Mirai 21 como seu novo centro de treinamento e ficou lá até em 2016 que terminou o contrato de locação e tiveram que se mudar para o Campo de Kozukue Field, e em 2023 inaugurou o novo centro de treinamento 𝙁•𝙈𝙖𝙧𝙞𝙣𝙤𝙨 𝙎𝙥𝙤𝙧𝙩𝙨 𝙋𝙖𝙧𝙠 - 𝙏𝙧𝙞𝙘𝙤𝙡𝙤𝙧𝙚 𝘽𝙖𝙨𝙚 𝙆𝙪𝙧𝙞𝙝𝙖𝙢𝙖.

## Uniformes

### Uniformes atuais

#### Uniformes dos jogadores
- Primeiro Uniforme: Camisa azul, calção branco e meias vermelhas;
- Segundo Uniforme: Camisa branca, calção e meias pretas.

| 1º Uniforme | 2º Uniforme |

#### Uniformes dos goleiros
- Camisa preta, calção e meias pretas;
- Camisa amarela, calção e meias amarelas;
- Camisa rosa, calção roxo e meias rosas.

| Cores do Time · Cores do Time · Cores do Time · Cores do Time · Cores do Time | Cores do Time · Cores do Time · Cores do Time · Cores do Time · Cores do Time | Cores do Time · Cores do Time · Cores do Time · Cores do Time · Cores do Time |

#### Uniformes de treino
- Camisa branca, calção preto e meias brancas;
- Camisa azul, calção preto e meias brancas;
- Camisa preta, calção preto e meias brancas.

| Cores do Time · Cores do Time · Cores do Time · Cores do Time · Cores do Time | Cores do Time · Cores do Time · Cores do Time · Cores do Time · Cores do Time | Cores do Time · Cores do Time · Cores do Time · Cores do Time · Cores do Time |

### Uniformes anteriores
| Primeiro Uniforme | Primeiro Uniforme | Primeiro Uniforme | Primeiro Uniforme | Primeiro Uniforme |
| ----------------- | ----------------- | ----------------- | ----------------- | ----------------- |
| 1992              | 1993 - 1994       | 1995 - 1996       | 1997 - 1998       | 1999 - 2000       |
| 2001              | 2002              | 2003              | 2004 - 2005       | 2006              |
| 2007              | 2008 - 2009       | 2010              | 2011              | 2012              |
| 2013              | 2014              | 2015              | 2016              | 2017              |
| 2018              | 2019              | 2020              | 2021              | 2022              |
| 2023              | 2024              |                   |                   |                   |
|                   |                   |                   |                   |                   |

| Segundo Uniforme | Segundo Uniforme   | Segundo Uniforme   | Segundo Uniforme | Segundo Uniforme |
| ---------------- | ------------------ | ------------------ | ---------------- | ---------------- |
| 1992             | 1993 - 1996        | 1997 - 1998        | 1999 - 2000      | 2001 - 2002      |
| 2003 - 2004      | 2005 - 2006        | 2007               | 2008 - 2009      | 2010             |
| 2011             | 2012               | 2013               | 2014             | 2015             |
| 2016             | Cores do Time 2017 | Cores do Time 2018 | 2019             | 2020             |
| 2021             | 2022               | 2023               | 2024             |                  |
|                  |                    |                    |                  |                  |

| Uniformes Extras        | Uniformes Extras          | Uniformes Extras          | Uniformes Extras                                          | Uniformes Extras             |
| ----------------------- | ------------------------- | ------------------------- | --------------------------------------------------------- | ---------------------------- |
| 1993                    | 2001 - 2002               | 2004 AFC Champions League | 2009 150º Aniversário de Inauguração do porto de Yokohama | 2012 Marinos 20º aniversário |
| 2013                    | 2014 AFC Champions League | 2014 AFC Champions League | 2014 Comemoração da Vitória da Copa do Imperador          | 2015 Uniforme das Copas      |
| 2015 Uniforme das Copas | 2016 Uniforme das Copas   | 2016 Uniforme das Copas   | 2016 Comemoração de inauguração do porto de Yokohama      | 2017 Uniforme das Copas      |
| 2017 Uniforme das Copas | 2017                      | 2018                      | 2019 160º Aniversário de Inauguração do porto de Yokohama | 2020                         |
| 2021                    | 2022                      | 2023                      | 2024                                                      |                              |
|                         |                           |                           |                                                           |                              |

## Slogan

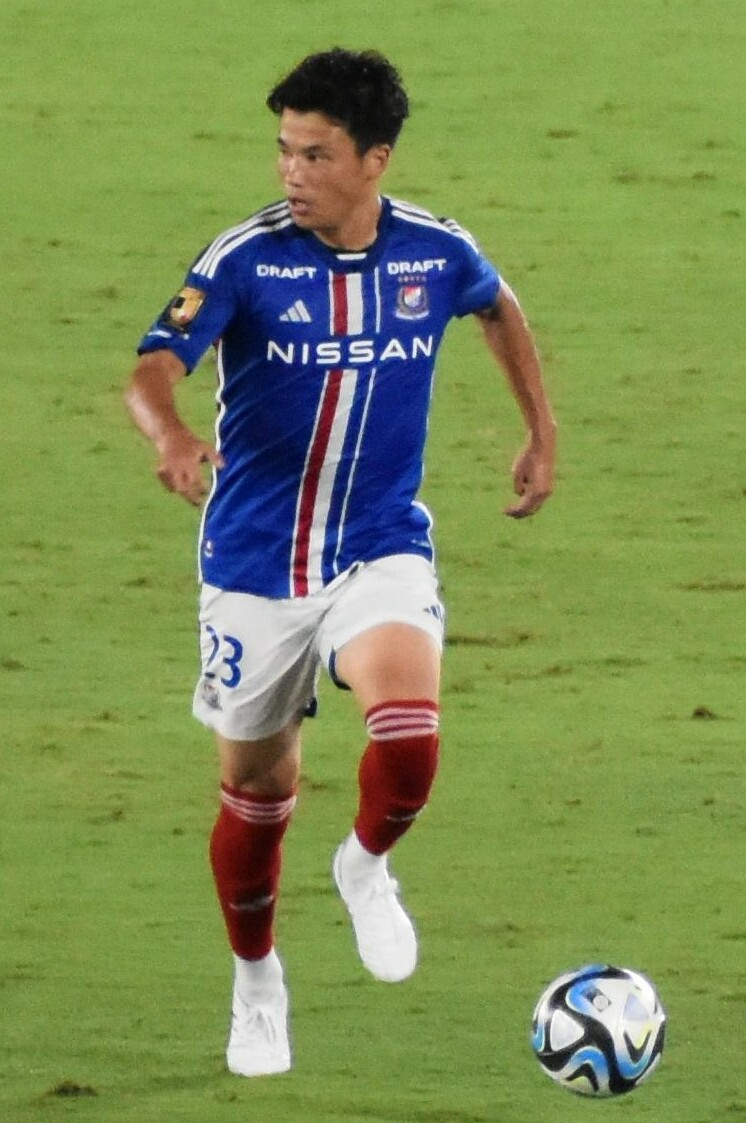
Miyaichi usa o número 23 em homenagem a Nissan a explicação: em japonês, o número 2 é pronunciado 'Ni' e o número 3 'San'. Juntos tornam-se 'Ni-San'

| Ano  | Slogan                           |
| ---- | -------------------------------- |
| 2009 | Enjoy・Growing・Victory          |
| 2010 | ACTIVE                           |
| 2011 | ACTIVE 2011                      |
| 2012 | All for Win                      |
| 2013 | All for Win -Realize             |
| 2014 | All For Win -Fight it out!       |
| 2015 | Integral Goal - All for Win      |
| 2016 | Integral Goal - All for Win      |
| 2017 | Integral Goal - All for Win      |
| 2018 | Brave and Challenging            |
| 2019 | URBAN ELEGANCE TRICOLORE         |
| 2020 | Brave and Challenging BRAVE BLUE |
| 2021 | Brave and Challenging            |
| 2022 | Brave and Challenging            |
| 2023 | Brave and Challenging            |
| 2024 | Brave and Challenging            |
| 2025 | Be a Stunner                     |

## Patrocinadores
| Período    | Material esportivo                             | Patrocinador da frente | Patrocinador das costas |
| ---------- | ---------------------------------------------- | ---------------------- | ----------------------- |
| 1992–1996  | Mizuno (J-League) e Adidas (Copa do Imperador) | Nissan                 | Kodak                   |
| 1997–2007  | Adidas                                         | Nissan                 | ANA                     |
| 2008–2011  | Nike                                           | Nissan                 | ANA                     |
| 2012–atual | Adidas                                         | Nissan                 | SANEI ARCHITECTURE      |
| 2012–atual | Adidas                                         | Nissan                 | MUGEN ESTATE            |
| 2012–atual | Adidas                                         | Nissan                 | NISSHIN OILLIO          |

## Elenco
- Elenco de 2025. Atualizado em Agosto de 2025

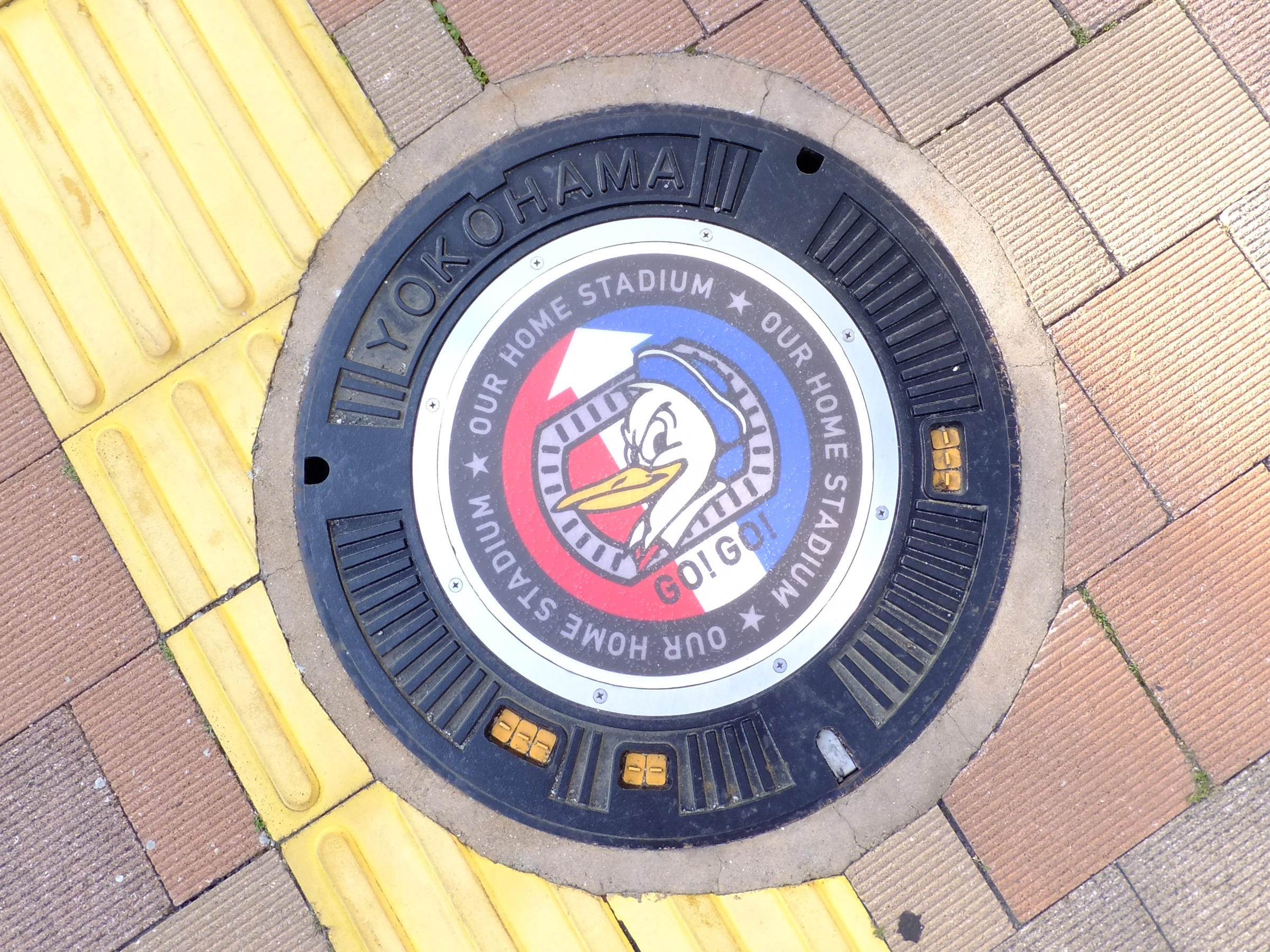
Bueiro perto do estadio do Marinos

Legenda
- : Capitão
- : Jogador suspenso
- : Jogador lesionado

### Jogadores emprestados
- GK Tomoki Tagawa (Kataller Toyama)
- DF Manato Yoshida (Oita Trinita)
- MF Eitaro Matsuda (Sagan Tosu)
- MF Kohei Mochizuki (Tegevajaro Miyazaki)
- FW Yuhi Murakami (Ehime FC)

### Números não usados
0 número do mascote (Marinos-Kun)
3 número aposentado
Naoki Matsuda
12 número dedicado para a torcida

## Capitães
- Shigetatsu Matsunaga em 1993
- Masami Ihara de 1994 a 1998
- Yoshiharu Ueno de 1999 a 2000
- Norio Omura em 2001
- Naoki Matsuda de 2002 a 2003
- Daisuke Oku em 2004
- Naoki Matsuda de 2005 a 2006
- Yuji Nakazawa em 2007
- Ryuji Kawai de 2008 a 2009
- Yuzo Kurihara em 2010
- Shunsuke Nakamura de 2011 a 2016
- Manabu Saito em 2017
- Yuji Nakazawa em 2018
- Takuya Kida desde 2019 -

## Títulos
| Continentais | Continentais                       | Continentais | Continentais                             |
|              | Competição                         | Títulos      | Temporadas                               |
| ------------ | ---------------------------------- | ------------ | ---------------------------------------- |
|              | Copa Asiática dos Campeões de Copa | 2            | 1992, 1993                               |
| Nacionais    |                                    |              |                                          |
|              | Competição                         | Títulos      | Temporadas                               |
| Japão        | J-League                           | 5            | 1995, 2003, 2004, 2019, 2022             |
| Japão        | Copa do Imperador                  | 7            | 1983, 1985, 1988, 1989, 1991, 1992, 2013 |
| Japão        | Copa da Liga Japonesa              | 1            | 2001                                     |
| Japão        | Supercopa do Japão                 | 1            | 2023                                     |
| Japão        | Liga Japonesa de Futebol           | 2            | 1988-89, 1989-90                         |
| Japão        | Copa da Liga Japonesa de Futebol   | 3            | 1988, 1989, 1990                         |

Campanhas de Destaque

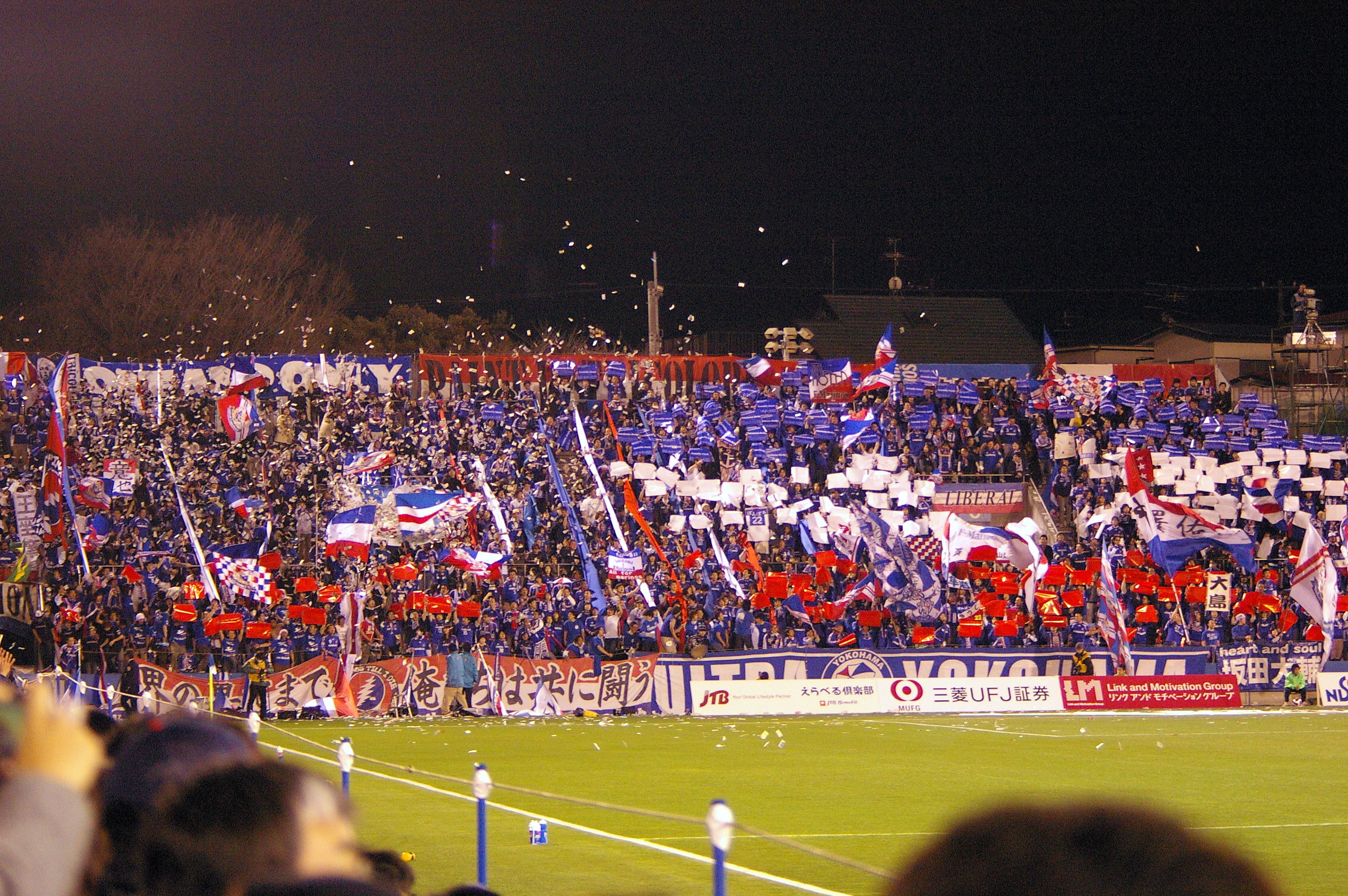
Mitsuzawa Stadium

- 4 vices da Liga Japonesa de Futebol 1º Divisão: 1983, 1984, 1990–91, 1991–92
- 3 vices da Liga Japonesa de Futebol 2º Divisão : 1977, 1978, 1981
- 3 vices da Copa da Liga Japonesa de Futebol: 1983, 1985, 1986
- 5 vices da J-League: 2000, 2002, 2013, 2021, 2023
- vice da Copa da Liga Japonesa: 2018
- 2 vices da Copa do Imperador: 1990, 2017
- 5 vices da Supercopa do Japão: 1996, 2004, 2005, 2014, 2020
- 2 vices da Liga dos Campeões da AFC: 1989-90, 2023/24
- vice da Copa do Leste Asiático: 2004
- vice da Copa Sanwa Bank: 1996
- Campeão do J-League Asia Challenge Thailand Interleague Cup: 2017

## AFC Champions League

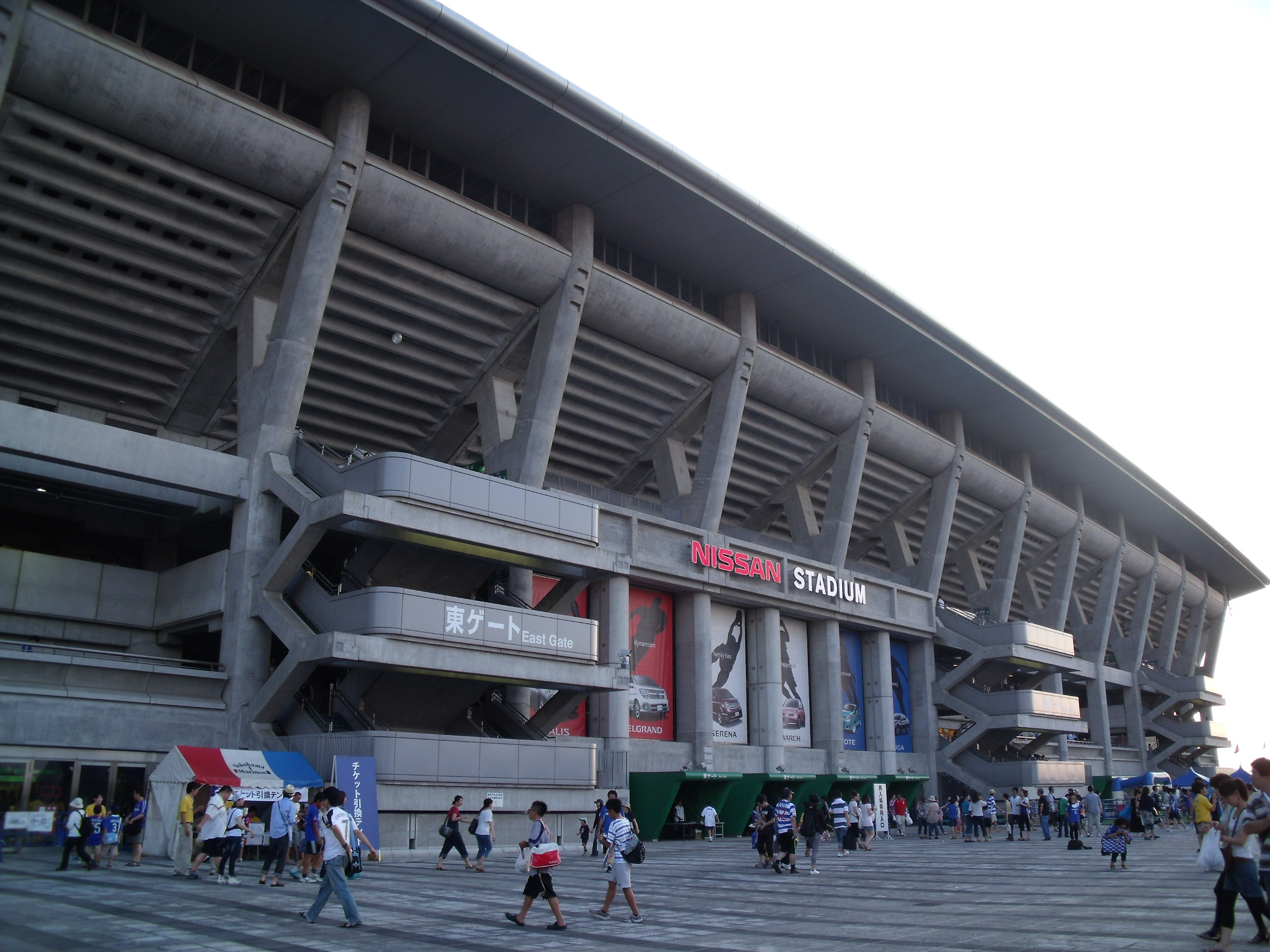
A entrada do Nissan Stadium

| Temporada | Competicao                         | Rodada              | Clubes                  | Casa | Fora | Agregado |
| --------- | ---------------------------------- | ------------------- | ----------------------- | ---- | ---- | -------- |
| 1989–90   | Liga dos Campeões da Ásia          | Grupo 6             | Liaoning                | 0–1  | 0–1  | 2 de 4   |
| 1989–90   | Liga dos Campeões da Ásia          | Grupo 6             | Hap Kuan                | 9–0  | 9–0  | 2 de 4   |
| 1989–90   | Liga dos Campeões da Ásia          | Grupo 6             | Chadongcha              | 2–0  | 2–0  | 2 de 4   |
| 1989–90   | Liga dos Campeões da Ásia          | Grupo A             | Kuala Lumpur City       | 2–1  | 2–1  | 1 de 3   |
| 1989–90   | Liga dos Campeões da Ásia          | Grupo A             | Fanja                   | 1–0  | 1–0  | 1 de 3   |
| 1989–90   | Liga dos Campeões da Ásia          | Final               | Liaoning                | 1–2  | 1–1  | 2–3      |
| 1990–91   | Liga dos Campeões da Ásia          | Group 7             | April 25                | 0–1  | 0–1  | 3 de 3   |
| 1990–91   | Liga dos Campeões da Ásia          | Group 7             | Liaoning                | 2–3  | 2–3  | 3 de 3   |
| 1991–92   | Copa Asiática dos Campeões de Copa | Quartas-de-final    | East Bengal             | 4–0  | 3–1  | 4–1      |
| 1991–92   | Copa Asiática dos Campeões de Copa | Semi-final          | Pupuk Kaltim            | 2–0  | 0–0  | 2–0      |
| 1991–92   | Copa Asiática dos Campeões de Copa | Final               | Al-Nassr                | 5–0  | 1–1  | 6–1      |
| 1992–93   | Copa Asiática dos Campeões de Copa | 2 Rodada            | Pupuk Kaltim            | 3–1  | 1–1  | 4–2      |
| 1992–93   | Copa Asiática dos Campeões de Copa | Semi-final          | SHB Đà Nẵng             | 3–0  | 1–1  | 4–1      |
| 1992–93   | Copa Asiática dos Campeões de Copa | Final               | Persepolis              | 1–1  | 1–0  | 2–1      |
| 1993–94   | Copa Asiática dos Campeões de Copa | 1 Rodada            | Philippine Air Force    | 5–0  | 1–0  | 6–0      |
| 1993–94   | Copa Asiática dos Campeões de Copa | Quartas-de-final    | Semen Padang            | 11–0 | 1–2  | 12–2     |
| 1993–94   | Copa Asiática dos Campeões de Copa | Semi-final          | South China             | w/o  | w/o  | w/o      |
| 1996–97   | Liga dos Campeões da Ásia          | 1 Rodada            | GD Artilheiros          | w/o  | w/o  | w/o      |
| 1996–97   | Liga dos Campeões da Ásia          | 2 Rodada            | Johor Darul Ta'zim      | 2–0  | 1–1  | 3–1      |
| 1996–97   | Liga dos Campeões da Ásia          | Grupo Leste da Asia | Pohang Steelers         | 2–2  | 2–2  | 3 de 4   |
| 1996–97   | Liga dos Campeões da Ásia          | Grupo Leste da Asia | Seongnam FC             | 2–3  | 2–3  | 3 de 4   |
| 1996–97   | Liga dos Campeões da Ásia          | Grupo Leste da Asia | New Radiant             | 10–0 | 10–0 | 3 de 4   |
| 2004      | AFC Champions League               | Grupo G             | Bình Định               | 6–0  | 3–0  | 2 de 4   |
| 2004      | AFC Champions League               | Grupo G             | Persik Kediri           | 4–0  | 4–1  | 2 de 4   |
| 2004      | AFC Champions League               | Grupo G             | Seongnam FC             | 1–2  | 1–0  | 2 de 4   |
| 2004      | A3 Champions Cup                   | Tabela              | Seongnam FC             | 0–3  | 0–3  | 2 de 4   |
| 2004      | A3 Champions Cup                   | Tabela              | Shanghai Shenhua        | 2–0  | 2–0  | 2 de 4   |
| 2004      | A3 Champions Cup                   | Tabela              | Shanghai International  | 2–1  | 2–1  | 2 de 4   |
| 2005      | AFC Champions League               | Group F             | Shandong Taishan        | 0–1  | 1–2  | 2 de 4   |
| 2005      | AFC Champions League               | Group F             | PSM Makassar            | 3–0  | 2–0  | 2 de 4   |
| 2005      | AFC Champions League               | Group F             | Police Tero             | 2–0  | 2–1  | 2 de 4   |
| 2005      | A3 Champions Cup                   | Tabela              | Pohang Steelers         | 1–1  | 1–1  | 3 de 4   |
| 2005      | A3 Champions Cup                   | Tabela              | Shenzhen Jianlibao      | 2–0  | 2–0  | 3 de 4   |
| 2005      | A3 Champions Cup                   | Tabela              | Suwon Samsung Bluewings | 1–3  | 1–3  | 3 de 4   |
| 2014      | AFC Champions League               | Grupo G             | Jeonbuk Hyundai Motors  | 2–1  | 0–3  | 4 de 4   |
| 2014      | AFC Champions League               | Grupo G             | Guangzhou               | 1–1  | 1–2  | 4 de 4   |
| 2014      | AFC Champions League               | Grupo G             | Melbourne Victory       | 3–2  | 0–1  | 4 de 4   |
| 2020      | AFC Champions League               | Grupo H             | Jeonbuk Hyundai Motors  | 4–1  | 2–1  | 1 de 4   |
| 2020      | AFC Champions League               | Grupo H             | Sydney FC               | 4–0  | 1–1  | 1 de 4   |
| 2020      | AFC Champions League               | Grupo H             | Shanghai Port           | 1–2  | 1–0  | 1 de 4   |
| 2020      | AFC Champions League               | Oitavas-de-final    | Suwon Samsung Bluewings | 2–3  | 2–3  | 2–3      |
| 2022      | AFC Champions League               | Grupo H             | Jeonbuk Hyundai Motors  | 0–1  | 1–1  | 1 de 4   |
| 2022      | AFC Champions League               | Grupo H             | Hoàng Anh Gia Lai       | 2–0  | 2–1  | 1 de 4   |
| 2022      | AFC Champions League               | Grupo H             | Sydney FC               | 3–0  | 1–0  | 1 de 4   |
| 2022      | AFC Champions League               | Oitavas-de-final    | Vissel Kobe             | 2–3  | 2–3  | 2–3      |
| 2023–24   | AFC Champions League               | Grupo G             | Incheon United          | 2–4  | 1–2  | 1 de 4   |
| 2023–24   | AFC Champions League               | Grupo G             | Shandong Taishan        | 3–0  | 1–0  | 1 de 4   |
| 2023–24   | AFC Champions League               | Grupo G             | Kaya-Iloilo             | 3–0  | 2–1  | 1 de 4   |
| 2023–24   | AFC Champions League               | Oitavas-de-final    | Bangkok United          | 1–0  | 2–2  | 3–2      |
| 2023–24   | AFC Champions League               | Quartas-de-final    | Shandong Taishan        | 1–0  | 2–1  | 3–1      |
| 2023–24   | AFC Champions League               | Semi-final          | Ulsan Hyundai           | 3–2  | 0–1  | 3–3      |
| 2023–24   | AFC Champions League               | Final               | Al Ain                  | 2–1  | 1–5  | 3–6      |
| 2024–25   | AFC Champions League Elite         | Grupo Leste da Asia | Gwangju                 | 3–7  | 3–7  | 1 de 11  |
| 2024–25   | AFC Champions League Elite         | Grupo Leste da Asia | Ulsan HD                | 4–0  | 4–0  | 1 de 11  |
| 2024–25   | AFC Champions League Elite         | Grupo Leste da Asia | Shandong Taishan        | 2–2  | 2–2  | 1 de 11  |
| 2024–25   | AFC Champions League Elite         | Grupo Leste da Asia | Buriram United          | 5–0  | 5–0  | 1 de 11  |
| 2024–25   | AFC Champions League Elite         | Grupo Leste da Asia | Pohang Steelers         | 2–0  | 2–0  | 1 de 11  |
| 2024–25   | AFC Champions League Elite         | Grupo Leste da Asia | Central Coast Mariners  | 4–0  | 4–0  | 1 de 11  |
| 2024–25   | AFC Champions League Elite         | Grupo Leste da Asia | Shanghai Shenhua        | 1–0  | 1–0  | 1 de 11  |
| 2024–25   | AFC Champions League Elite         | Grupo Leste da Asia | Shanghai Port           | 2–0  | 2–0  | 1 de 11  |
| 2024–25   | AFC Champions League Elite         | Oitavas-de-final    | Shanghai Port           | 4–1  | 1–0  | 5–1      |
| 2024–25   | AFC Champions League Elite         | Quartas-de-final    | Al Nassr                | 1-4  | 1-4  | 1-4      |

## Prêmios Individuais

### Yokohama Marinos / Yokohama F. Marinos

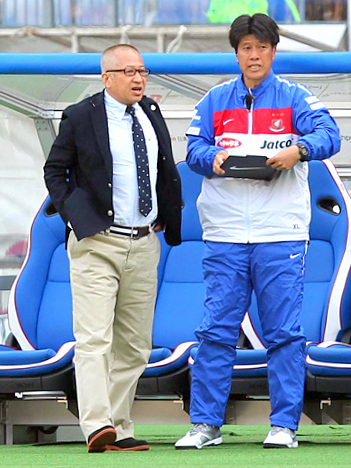
Kazushi Kimura e Yasuhiro Higuchi

Melhor Jogador da J.League (MVP):
- Shunsuke Nakamura (2000, 2013)
- Yuji Nakazawa (2004)
- Teruhito Nakagawa (2019)
- Tomoki Iwata (2022)

Artilheiro da J.League:
- Ramón Díaz (1993)
- Teruhito Nakagawa (2019)
- Marcos Júnior (2019)
- Daizen Maeda (2021)
- Anderson Lopes (2023)
- Anderson Lopes (2024)

Jogador Revelação do ano da J.League:
- Yoshikatsu Kawaguchi (1995)
- Daisuke Nasu (2003)
- Kazuma Watanabe (2009)

Melhor Técnico da J.League:
- Takeshi Okada (2003, 2004)
- Ange Postecoglou (2019)
- Kevin Muscat (2022)

Prêmio de "Fair Play" da J.League:
- Daisuke Sakata (2007)
- Yuji Nakazawa (2015) (2017)

Melhor jogador do mês da J-League (MVP):
- Março (2013) Shunsuke Nakamura
- Outubro (2013) Tetsuya Enomoto
- Agosto (2015) Manabu Saito
- Outubro (2015) Shunsuke Nakamura
- Outubro, novembro (2016) Manabu Saito
- Junho (2017) Yuji Nakazawa
- Maio (2019) Takuya Kida
- Outubro (2019) Teruhito Nakagawa
- Setembro (2020) Erik
- Agosto (2021) Leo Ceará
- Junho (2022) Kota Mizunuma
- Setembro (2022) Tomoki IwataMarinos na Copa do Imperador

11 Melhores da J.League:

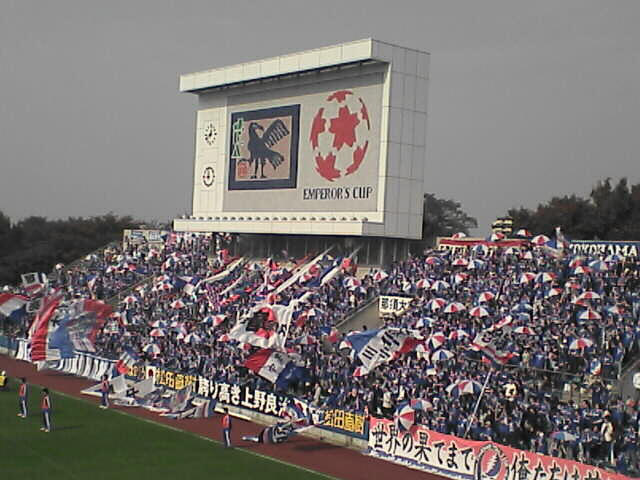
Marinos na Copa do Imperador

- (1993) Shigetatsu Matsunaga, Masami Ihara, Ramón Díaz
- (1994) Masami Ihara
- (1995) Masami Ihara, Masaharu Suzuki
- (1996) Masami Ihara
- (1997) Masami Ihara
- (1999) Shunsuke Nakamura
- (2000) Naoki Matsuda, Shunsuke Nakamura
- (2002) Naoki Matsuda
- (2003) Yuji Nakazawa, Daisuke Oku, Tatsuhiko Kubo, Dutra
- (2004) Yuji Nakazawa, Daisuke Oku, Dutra
- (2005) Yuji Nakazawa
- (2008) Yuji Nakazawa
- (2013) Yuji Nakazawa, Shunsuke Nakamura
- (2019) Teruhito Nakagawa, Marcos Júnior, Takuya Kida, Thiago Martins
- (2021) Daizen Maeda
- (2022) Kota Mizunuma, Tomoki Iwata, Ryuta Koike, Elber, Yohei Takaoka
- (2023) Anderson Lopes
- (2024) Anderson Lopes

11 Melhores da AFC Champions League:
- (2020) Takuya Kida, Teruhito Nakagawa

Melhor Jogador da Copa da Liga Japonesa (MVP):
- Tatsuya Enomoto (2001)

Melhor jogador sub-23 da Copa da Liga Japonesa:
- Manabu Saito (2013)
- Keita Endo (2018)
- Riku Yamane (2024)

### Nissan FC

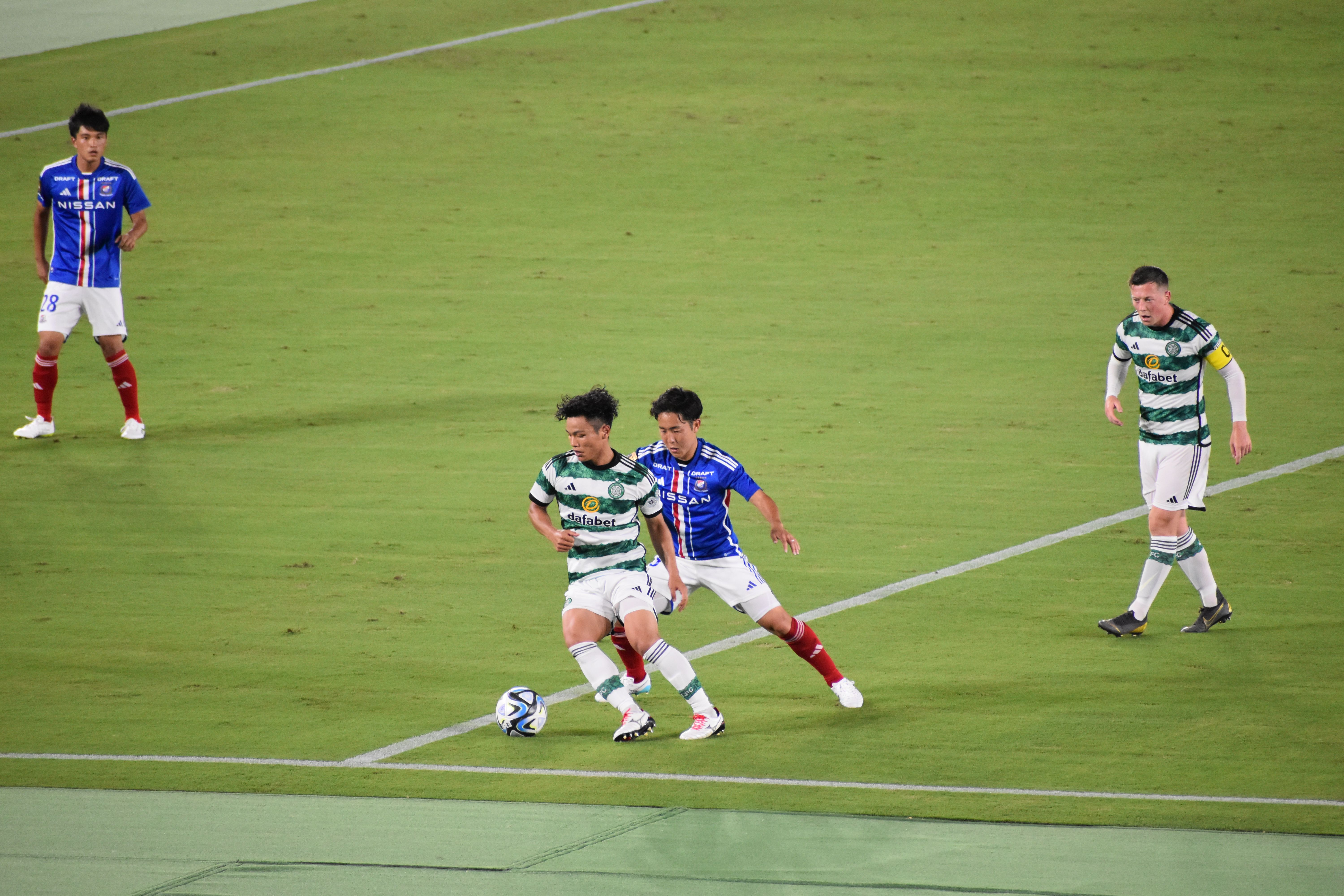
Yokohama F. Marinos x Celtic

Melhor jogador da Liga Japonesa de Futebol:
- Tetsuji Hashiratani (1988–89)
- Kazushi Kimura (1989–90)

Artilheiro da Liga Japonesa de Futebol:
- Renato (1989–90)
- Renato (1990–91)

Líder de Assistência da Liga Japonesa de Futebol:
- Kazushi Kimura (1984)
- Takashi Mizunuma (1986–87)

Mehlor Goleiro da Liga Japonesa de Futebol:
- Shigetatsu Matsunaga (1988–89)
- Shigetatsu Matsunaga (1990–91)

Jogador Revelação da Liga Japonesa de Futebol:
- Koichi Hashiratani (1983)
- Masami Ihara (1990–91)

11 melhores da Liga Japonesa de Futebol:
- (1983) Takeshi Koshida, Nobutoshi Kaneda, Kazushi Kimura, Koichi Hashiratani
- (1984) Takashi Mizunuma, Kazushi Kimura, Koichi Hashiratani
- (1985–86) Kazushi Kimura
- (1986–87) Takashi Mizunuma
- (1987–88) Jose Oscar Bernardi, Toru Sano, Takashi Mizunuma
- (1988–89) Shigetatsu Matsunaga, Jose Oscar Bernardi, Toru Sano, Takashi Mizunuma, Kazushi Kimura, Kenta Hasegawa, Koichi Hashiratani
- (1989–90) Tetsuji Hashiratani, Shinji Tanaka, Kazushi Kimura, Renato
- (1990–91) Shigetatsu Matsunaga, Tetsuji Hashiratani, Renato
- (1991–92) Shigetatsu Matsunaga, Tetsuji Hashiratani, Masami Ihara

## Técnicos

### Nissan FC
| técnico          | Nat.   |         |
| ---------------- | ------ | ------- |
| Jiro Adachi      | Japão  | 1972-73 |
| Shu Kamo         | Japão  | 1973-84 |
| Tamotsu Suzuki   | Japão  | 1985    |
| Shu Kamo         | Japão  | 1985-89 |
| Oscar            | Brasil | 1989-91 |
| Hidehiko Shimizu | Japão  | 1991–94 |

### Yokohama Marinos/Yokohama F. Marinos
| técnico            | Nat.       |                               |
| ------------------ | ---------- | ----------------------------- |
| Hidehiko Shimizu   | Japão      | 1991–94                       |
| Jorge Solari       | Argentina  | 1995                          |
| Hiroshi Hayano     | Japão      | 1995–96                       |
| Xabier Azkargorta  | Espanha    | Jul 1, 1997 – Jun 30, 1998    |
| Gert Engels        | Alemanha   | Set 1998 – Dez 98             |
| Antonio de la Cruz | Espanha    | 1999                          |
| Osvaldo Ardiles    | Argentina  | Jan 1, 2000 – Dez 31, 2000    |
| Yoshiaki Shimojo   | Japão      | 2001                          |
| Sebastião Lazaroni | Brasil     | 2001–02                       |
| Yoshiaki Shimojo   | Japão      | 2002                          |
| Takeshi Okada      | Japão      | Jan 1, 2003 – Ago 24, 2006    |
| Takashi Mizunuma   | Japão      | Ago 25, 2006 – Dez 31, 2006   |
| Hiroshi Hayano     | Japão      | Jan 1, 2007 – Dez 31, 2007    |
| Takashi Kuwahara   | Japão      | Jan 1, 2008 – Jul 17, 2008    |
| Kokichi Kimura     | Japão      | Jul 18, 2008 – Dez 31, 2009   |
| Kazushi Kimura     | Japão      | Fev 16, 2010 – Dez 31, 2011   |
| Yasuhiro Higuchi   | Japão      | Dez 30, 2011 – Dez 7, 2014    |
| Erick Mombaerts    | França     | Dez 16, 2014 – Jan 1, 2018    |
| Ange Postecoglou   | Austrália  | Jan 1, 2018 – Jun 10, 2021    |
| Kevin Muscat       | Austrália  | July 18, 2021 – 13 Dez 2023   |
| Harry Kewell       | Austrália  | 31 Dez 2023 - 15 Jul 2024     |
| John Hutchinson    | Austrália  | 16 Jul 2024 - 9 Dez 2024      |
| Steve Holland      | Inglaterra | 1 Jan 2025 - 18 Abril 2025    |
| Patrick Kisnorbo   | Austrália  | 18 abril 2025 - 18 Junho 2025 |
| Hideo Oshima       | Japão      | Jun 19, 2025 –                |

## Jogadores do Marinos que atuaram na Seleção
- Copa do Mundo 1994 Estados Unidos:  Ramón Medina Bello
- Copa do Mundo de 1998 França: Masami Ihara, Shoji Jo, Yoshikatsu Kawaguchi, Norio Omura
- Copa do Mundo 2002 Japão e Coréia do Sul: Naoki Matsuda
- Copa do Mundo 2006 Alemanha: Yuji Nakazawa
- Copa do Mundo 2010 África do Sul: Yuji Nakazawa, Shunsuke Nakamura
- Copa do Mundo 2014 Brasil: Manabu Saito
- Copa do Mundo 2018 Russia:  Milos Degenek

- Copa Rei Fahd 1995 Arabia Saudita: Shigetatsu Matsunaga, Masami Ihara
- Copa das Confederações 2001 Japão e Coréia do Sul: Yoshikatsu Kawaguchi, Naoki Matsuda, Yasuhiro Hato
- Copa das Confederações 2003 França: Daisuke Oku
- Copa das Confederações 2013 Brasil: Yuzo Kurihara

- Copa da Ásia de 1988 Qatar: Satoru Noda
- Copa da Ásia de 1992 Japão: Shigetatsu Matsunaga, Toshinobu Katsuya, Masami Ihara, Takahiro Yamada, Takuya Jinno
- Copa da Ásia de 1996 Emirados Árabes: Masami Ihara, Norio Omura
- Copa da Ásia de 2000 Líbano: Yoshikatsu Kawaguchi, Naoki Matsuda, Atsuhiro Miura, Shunsuke Nakamura
- Copa da Ásia 2004 China: Naoki Matsuda, Yuji Nakazawa
- Copa da Ásia 2007 Indonésia/Malásia/Tailândia/Vietnam: Yuji Nakazawa

- Jogos Olímpicos de 1996 Atlanta: Yoshikatsu Kawaguchi, Akihiro Endo, Naoki Matsuda
- Jogos Olímpicos de 2000 Sydney: Naoki Matsuda, Shunsuke Nakamura, Atsuhiro Miura
- Jogos Olímpicos de 2004 Athenas: Daisuke Nasu
- Jogos Olímpicos de 2012 Londres: Manabu Saito
- Jogos Olímpicos de 2020 Tóquio: Daizen Maeda
- Jogos Olímpicos de 2024 Paris: Asahi Uenaka

- Copa do Mundo FIFA Sub-20 de 1995 Qatar: Naoki Matsuda
- Copa do Mundo FIFA Sub-20 de 1997 Malásia: Shunsuke Nakamura
- Copa do Mundo FIFA Sub-20 de 1999 Nigéria: Tatsuya Enomoto
- Copa do Mundo FIFA Sub-20 de 2003 Emirados Árabes: Daisuke Sakata, Yuzo Kurihara, Yutaro Abe
- Copa do Mundo FIFA Sub-20 de 2007 Canadá: Mike Havenaar
- Copa do Mundo FIFA Sub-20 de 2017 Coreia do Sul: Keita Endo
- Copa do Mundo FIFA Sub-20 de 2019 Polônia: Kota Yamada
- Copa do Mundo FIFA Sub-20 de 2023 Argentina: Riku Yamane

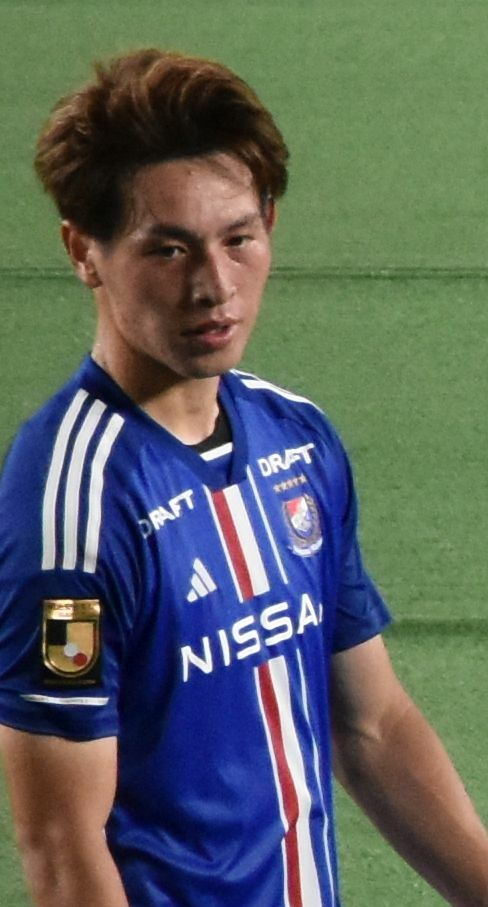
Asahi Uenaka

- Copa do Mundo FIFA Sub-17 2001 Trinidad e Tobago: Sho Kitano
- Copa do Mundo FIFA Sub-17 de 2007 Coreia do Sul: Takashi Kanai, Kota Mizunuma, Jin Hanato, Manabu Saito
- Copa do Mundo FIFA Sub-17 de 2011 México: Takuya Kida
- Copa do Mundo FIFA Sub-17 de 2017 India: Naoki Tsubaki

- Copa do Leste Asiático 2003 Japão: Tatsuhiko Kubo, Daisuke Oku, Yuji Nakazawa
- Copa do Leste Asiático 2005 Coreia do Sul: Yuji Nakazawa
- Copa do Leste Asiático 2008 China: Koji Yamase, Yuji Nakazawa
- Copa do Leste Asiático 2010 Japão: Yuji Nakazawa
- Copa do Leste Asiático 2013 Coreia do Sul: Yuzo Kurihara, Manabu Saito
- Copa do Leste Asiático 2019 Coreia do Sul: Shinnosuke Hatanaka, Keita Endo, Teruhito Nakagawa
- Copa do Leste Asiático 2022 Japão: Shinnosuke Hatanaka, Ryuta Koike, Tomoki Iwata, JoelChima Fujita, Kota Mizunuma, Ryo Miyaichi, Takuma Nishimura

## Registro da J-League e outras Competições
| Temporada | Divisão | Times | Posição | Média de público | Copa da Liga Japonesa | Copa do Imperador | Torneios Continentais              | Torneios Continentais |
| --------- | ------- | ----- | ------- | ---------------- | --------------------- | ----------------- | ---------------------------------- | --------------------- |
| 1992      | -       | -     | -       | -                | Fase de Grupos        | Campeão           | Copa Asiática dos Campeões de Copa | Campeão               |
| 1993      | J1      | 10    | 4       | 16,781           | Fase de Grupos        | Quartas-de-final  | Copa Asiática dos Campeões de Copa | Campeão               |
| 1994      | J1      | 12    | 6       | 19,801           | Semifinal             | Semifinal         | -                                  | -                     |
| 1995      | J1      | 14    | 1       | 18,326           | -                     | 2 Rodada          | -                                  | -                     |
| 1996      | J1      | 16    | 8       | 14,589           | Fase de Grupos        | 3 Rodada          | Copa dos Campeões da Ásia          | Fase de Grupos        |
| 1997      | J1      | 17    | 3       | 9,211            | Fase de Grupos        | 4 Rodada          | -                                  | -                     |
| 1998      | J1      | 18    | 4       | 19,165           | Fase de Grupos        | 3 Rodada          | -                                  | -                     |
| 1999      | J1      | 16    | 4       | 20,095           | Quartas-de-final      | Quartas-de-final  | -                                  | -                     |
| 2000      | J1      | 16    | 2       | 16,644           | Quartas-de-final      | Quartas-de-final  | -                                  | -                     |
| 2001      | J1      | 16    | 13      | 20,595           | Campeão               | 3 Rodada          | -                                  | -                     |
| 2002      | J1      | 16    | 2       | 24,108           | Fase de Grupos        | 4 Rodada          | -                                  | -                     |
| 2003      | J1      | 16    | 1       | 24,957           | Quartas-de-final      | Quartas-de-final  | -                                  | -                     |
| 2004      | J1      | 16    | 1       | 24,818           | Quartas-de-final      | 5 Rodada          | AFC Champions League               | Fase de Grupos        |
| 2005      | J1      | 18    | 9       | 25,713           | Semifinal             | 5 Rodada          | AFC Champions League               | Fase de Grupos        |
| 2006      | J1      | 18    | 9       | 23,663           | Semifinal             | Quartas-de-final  | -                                  | -                     |
| 2007      | J1      | 18    | 7       | 24,039           | Semifinal             | 5 Rodada          | -                                  | -                     |
| 2008      | J1      | 18    | 9       | 23,682           | Quartas-de-final      | Semifinal         | -                                  | -                     |
| 2009      | J1      | 18    | 10      | 22,057           | Semifinal             | 4 Rodada          | -                                  | -                     |
| 2010      | J1      | 18    | 8       | 25,684           | Fase de Grupos        | 4 Rodada          | -                                  | -                     |
| 2011      | J1      | 18    | 5       | 21,038           | Quartas-de-final      | Semifinal         | -                                  | -                     |
| 2012      | J1      | 18    | 4       | 22,946           | Fase de Grupos        | Semifinal         | -                                  | -                     |
| 2013      | J1      | 18    | 2       | 27,496           | Semifinal             | Campeão           | -                                  | -                     |
| 2014      | J1      | 18    | 7       | 23,088           | Quartas-de-final      | 3 Rodada          | AFC Champions League               | Fase de Grupos        |
| 2015      | J1      | 18    | 7       | 24,221           | Fase de Grupos        | 4 Rodada          | -                                  | -                     |
| 2016      | J1      | 18    | 10      | 24,004           | Semifinal             | Semifinal         | -                                  | -                     |
| 2017      | J1      | 18    | 5       | 24,180           | Fase de Grupos        | Vice-Campeão      | -                                  | -                     |
| 2018      | J1      | 18    | 12      | 21,237           | Vice-Campeão          | 4 Rodada          | -                                  | -                     |
| 2019      | J1      | 18    | 1       | 27,010           | Fase de Grupos        | 4 Rodada          | -                                  | -                     |
| 2020      | J1      | 18    | 9       | 6.443            | Semifinal             | -                 | AFC Champions League               | Oitavas-de-final      |
| 2021      | J1      | 20    | 2       | 8.991            | Oitavas-de-final      | 2 Rodada          | -                                  | -                     |
| 2022      | J1      | 18    | 1       | 19,811           | Quartas-de-final      | 3 Rodada          | AFC Champions League               | Oitavas-de-final      |
| 2023      | J1      | 18    | 2       | 27.716           | Semifinal             | 3 Rodada          | AFC Champions League               | Vice-Campeão          |
| 2024      | J1      | 20    | 9       | 24.843           | Semifinal             | Semifinal         | AFC Champions League               | Vice-Campeão          |
| 2025      | J1      | 20    |         |                  |                       | 2 Rodada          | AFC Champions League Elite         | Quartas-de-final      |

## Jogadores que mais vestiram a camisa do clube
| Rank | Nome              | Carreira            | Jogos |
| ---- | ----------------- | ------------------- | ----- |
| 1    | Yuji Nakazawa     | 2002-2018           | 510   |
| 2    | Naoki Matsuda     | 1995-2010           | 385   |
| 3    | Shunsuke Nakamura | 1997-2002 2010-2016 | 338   |
| 4    | Yuzo Kurihara     | 2002-2019           | 316   |
| 5    | Yoshiharu Ueno    | 1994-2007           | 287   |
| 6    | Shingo Hyodo      | 2008-2016           | 268   |
| 7    | Takuya Kida       | 2012-               | 267   |
| 8    | Norio Omura       | 1992-2001           | 248   |
| 9    | Daisuke Sakata    | 2001-2010           | 247   |
| 10   | Hiroki Iikura     | 2005-2019 2023-     | 243   |

## Maiores artilheiros da história do clube
| Rank | Nome               | Carreira          | Gols |
| ---- | ------------------ | ----------------- | ---- |
| 1    | Shunsuke Nakamura  | 1997-02 2010-2016 | 68   |
| 2    | Shoji Jo           | 1997-2001         | 59   |
| 3    | Anderson Lopes     | 2022-2025         | 58   |
| 4    | David Bisconti     | 1993-96           | 53   |
| 5    | Ramón Díaz         | 1993-95           | 52   |
| 6    | Daisuke Sakata     | 2001-2010         | 46   |
| 7    | Marcos Jr          | 2019-2023         | 37   |
| 8    | Ramón Medina Bello | 1994-1995         | 36   |
| 9    | Teruhito Nakagawa  | 2015-2022         | 35   |
| 10   | Hideo Oshima       | 2005-2008         | 34   |
| 10   | Julio Salinas      | 1997-1998         | 34   |
| 10   | Marquinhos         | 2003 2012-2013    | 34   |

## Categorias de base
A categoria de base do Yokohama F. Marinos começou em 1986, antes da abertura da J-League, e é dividida em 3 categorias Sub-12, Sub-15 e Sub-18 e esses são uns dos melhores jogadores formado na base do Marinos, Shunsuke Nakamura, Manabu Saito, Jungo Fujimoto, Togashi Cayman, Mike Havenaar, Hiroki Iikura, Takashi Amano, Hiroyuki Taniguchi, Tetsuya Enomoto, Yuzo Kurihara, Hayama Tanaka, Yuki Kaneko, Daisuke Sakata, Naohiro Ishikawa, Rikizo Matsuhashi, Eitaro Matsuda, Kota Yamada, Keita Endo, Ryo Takano, Takuya Kida, Andrew Kumagai, Yuji Ono, Jun Amano, Sho Matsumoto, Jin Hanato, Kota Mizunuma, Takashi Kanai, Masakazu Tashiro, Yota Akimoto etc...
Lista dos melhores resultados nas competições que cada categoria da base participa.

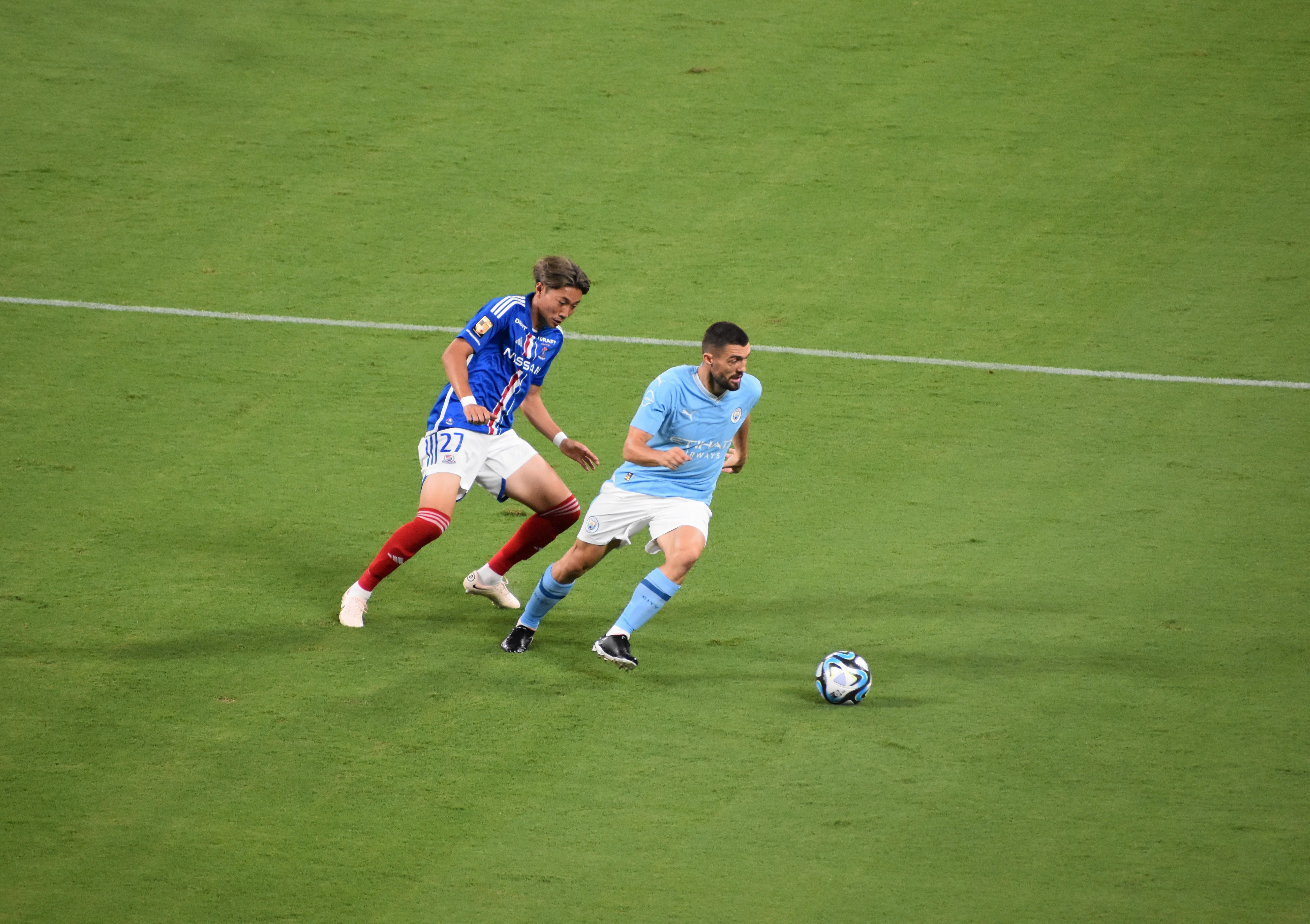
Yokohama F. Marinos x Manchester City

All Japan Club Youth Soccer Tournament (Sub-18)

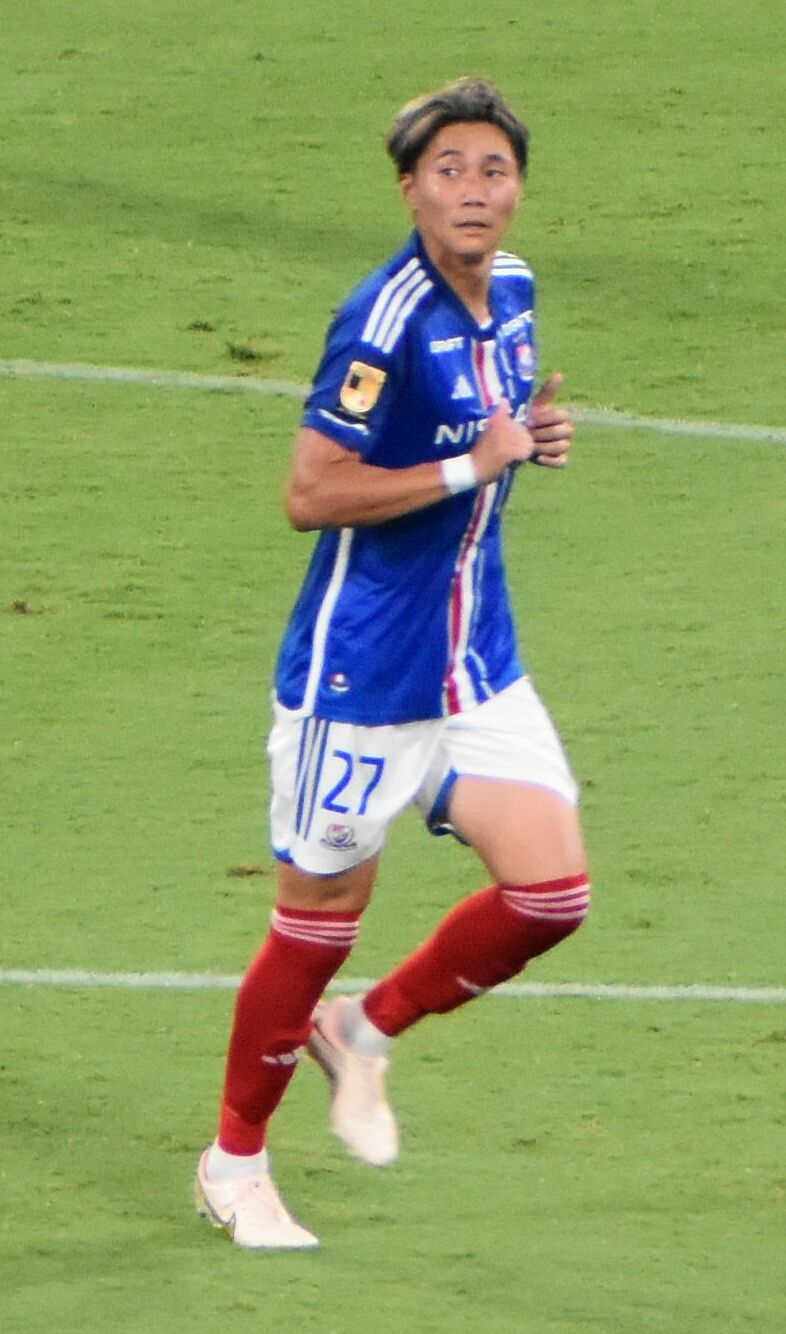
Ken Matsubara

- 1987 vencedor
- 1988 3 lugar
- 1989 3 lugar
- 1994 vencedor
- 1995 vencedor
- 1996 2 lugar
- 2000 vencedor
- 2003 3 lugar
- 2005 2 lugar
- 2010 3 lugar
- 2012 2 lugar
- 2013 vencedor
- 2015 vencedor
- 2019 3 lugar

JFA Prince League Sub-18 Kanto
- 2005 vencedor
- 2006 vencedor
- 2008 3 lugar
- 2015 vencedor
- 2018 2 lugar
- 2019 2 lugar

Prince Takamado Trophy Sub-18
- 1995 2 lugar
- 2000 3 lugar
- 2009 vencedor

J Youth Cup (Sub-18)
- 1994 2 lugar
- 1999 2 lugar
- 2000 3 lugar
- 2005 3 lugar
- 2010 vencedor
- 2012 3 lugar
- 2018 vencedor

All Japan Club Youth Soccer Tournament (Sub-15)
- 1988 3 lugar
- 1990 2 lugar
- 1991 2 lugar
- 1992 vencedor
- 1993 vencedor
- 1994 3 lugar
- 1997 vencedor
- 2000 2 lugar
- 2004 3 lugar
- 2005 2 lugar
- 2006 vencedor
- 2008 3 lugar
- 2013 vencedor
- 2015 vencedor
- 2018 3 lugar
- 2019 3 lugar

Prince Takamado Trophy Sub-15
- 1992 vencedor
- 1997 2 lugar
- 2001 vencedor
- 2010 3 lugar
- 2016 3 lugar

JFA Prince League Sub-15 Kanto
- 2007 2 lugar
- 2008 2 lugar
- 2010 3 lugar
- 2012 2 lugar
- 2013 3 lugar
- 2014 3 lugar
- 2015 3 lugar
- 2016 2 lugar

JFA Championship Sub-15
- 1998 3 lugar
- 1999 3 lugar
- 2000 3 lugar
- 2008 3 lugar
- 2011 2 lugar

JFA Championship Sub-12
- 2004 vencedor
- 2005 vencedor
- 2006 vencedor
- 2016 2 lugar

Danone Nations Cup Sub-12
- 2013 3 lugar

## Rivalidades
Derby Nacional
- Durante o final dos anos 1980 e início dos anos 1990, as partidas entre as duas equipes mais vencedoras da época, Yokohama Marinos e Verdy Kawasaki, eram conhecidas como Derby Nacional, mas nos anos seguintes esse clássico foi perdendo aos poucos e deixando de ser o centro das atenções, especialmente depois que o Verdy se mudou para Tóquio e deixou de ser propriedade de Yomiuri em 1997.

Kanagawa Derby
- Este é o derby disputado pelas equipes da prefeitura de Kanagawa, atualmente a partida mais importante é a de Yokohama F. Marinos e Kawasaki Frontale. Outras equipes consideradas para este clássico são Shonan Bellmare, Yokohama FC, YSCC Yokohama.

Anteriormente, o Verdy Kawasaki e o extinto Yokohama Flügels faziam parte disso.
Yokohama Derby
- O clássico entre as equipes mais representativas da cidade de Yokohama, Yokohama F. Marinos, Yokohama FC e YSCC Yokohama. Entre 1993 e 1998, o derby de Yokohama correspondeu apenas à partida entre o falecido Yokohama Flügels e o Yokohama F. Marinos.

## Na Cultura Popular
No mangá/anime Captain Tsubasa, um personagem foi jogador do Yokohama F. Marinos e é o meio-campista Mamoru Izawa.

## Nas redes sociais
O Marinos é o 1º colocado entre os clubes com mais seguidores no X (antigo Twitter):
| Rede social | Seguidores |
| ----------- | ---------- |
| Facebook    | 100.000    |
| Twitter     | 510.361    |
| Instagram   | 135.883    |
| Youtube     | 101.000    |
| TikTok      | 72.900     |